# Gubernia kielecka

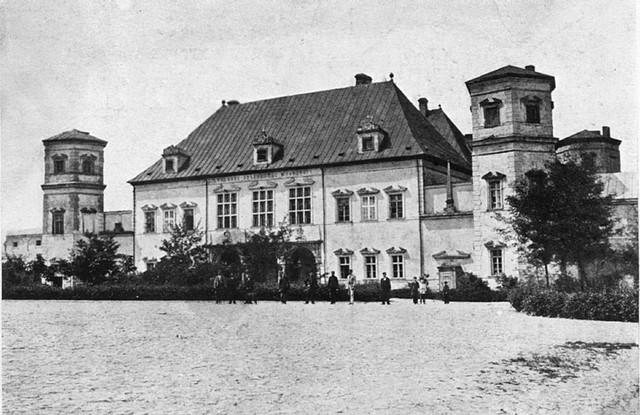
Siedziba Rządu Gubernialnego (d. Pałac Biskupów Krakowskich)

Gubernia kielecka (ros. Келецкая губерния) – jednostka administracyjna w Królestwie Polskim. Powstała w 1841 roku z przekształcenia guberni krakowskiej ze stolicą w Kielcach. Istniała w latach 1841–1844 i 1867–1917.
W 1844 r. została zlikwidowana i włączona w skład guberni radomskiej. W 1867 r. utworzono ją ponownie na mocy ustawy z 19/31 grudnia 1866 r. o zarządzie gubernialnym i powiatowym w guberniach Królestwa Polskiego. 
Gubernia kielecka w 1869 r. zajmowała obszar 170,4 mil² i była zamieszkiwana przez 469 619 osób. W jej skład wchodziło 7 powiatów (ujezdów): 
- jędrzejowski,
- kielecki,
- miechowski,
- olkuski,
- pińczowski,
- stopnicki,
- włoszczowski.

Na skutek reformy administracyjnej wprowadzonej ukazem z 1 czerwca 1869 r. prawa miejskie utraciło 27 z 34 miast guberni. Poza Kielcami status miasta zachowały Chęciny, Miechów, Olkusz, Chmielnik, Pińczów i Działoszyce. W 1887 do powiatu kieleckiego włączono gminę Nowa Słupia, znajdującą się dotąd w powiecie opatowskim guberni radomskiej.
W latach 1906–1917 posłami do Dumy Państwowej z guberni kieleckiej byli:
- Jan Bielawski (II Duma)
- Henryk Dembiński (II Duma)
- Wiktor Jaroński (I, II, III i IV Duma)
- Mateusz Manterys (I Duma)
- Teofil Waligórski (I Duma)

| Gubernatorzy cywilnego rządu gubernialnego w Kielcach | Gubernatorzy cywilnego rządu gubernialnego w Kielcach | Gubernatorzy cywilnego rządu gubernialnego w Kielcach |
| Lp                                                    | Imię i nazwisko                                       | Okres zajmowania urzędu                               |
| ----------------------------------------------------- | ----------------------------------------------------- | ----------------------------------------------------- |
| 1                                                     | Antoni Walewski                                       | od 1841 do 31.12.1844                                 |
| 2                                                     | Konstanty Dymitriewicz Chlebnikow                     | od 1.01.1867 do 18.03.1869                            |
| 3                                                     | Anatolij Iwanowicz Nieratow                           | od 18.03.1869 do 10.03.1871                           |
| 4                                                     | Aleksander Nikitin Leszczow                           | od 23.04.1871 do 5.07.1884                            |
| 5                                                     | Nikołaj Fiedorowicz Iwanienko                         | od 5.07.1884 do 2.05.1897                             |
| 6                                                     | Jewginij Pawłowicz Szczirowskij                       | od 2.05.1897 do 1.07.1899                             |
| 7                                                     | Borys Aleksandrowicz Ozierow                          | od 1.07.1899 do 1914                                  |
| 8                                                     | Walerian Ligin                                        | od 1915 do 26.01.1918                                 |